# Batalla de Lorena
La batalla de Lorena (agosto de 1914) tuvo lugar al iniciarse las hostilidades por parte del ejército alemán en el frente occidental durante la Primera Guerra Mundial. El ejército francés no pudo hacer frente al avance alemán, que pretendía cumplir con los objetivos marcados en el Plan Schlieffen. Para contrarrestar el avance alemán, el ejército francés siguió el Plan XVII, que preveía una ofensiva francesa a través de Lorena y Alsacia, para penetrar en la propia Alemania.

## Ofensiva francesa
La ofensiva principal de Francia en el oeste, conocida como la batalla de Lorena, fue lanzada el 14 de agosto, aunque los franceses ya habían entrado en Mulhouse (día 8) abandonándola después. El objetivo del I Ejército del general Auguste Dubail era avanzar hacia Saarburg, mientras que el II Ejército del general Edouard de Castelnau se dirigió hacia Morhange. El día 17, el XX Cuerpo de Ejército (General Foch) tomó Château-Salins, cerca de Morhange, mientras que Saarburg fue ocupada el 18. Sin embargo, después de cuatro días de retirada con el fin de atraer a los ejércitos franceses a territorio alemán, el VI y VII Ejércitos alemanes bajo el mando combinado del príncipe Ruperto de Baviera lanzaron un contraataque; Ruperto estaba a cargo de las fuerzas alemanas destinadas a batirse contra las fuerzas francesas en el centro hasta que pudieran ser rodeadas por el ala derecha de las fuerzas alemanas. El día 20 la retaguardia alemana, equipada con ametralladoras y artillería dirigida por la aviación, infligió fuertes bajas en la infantería francesa, todavía con su uniforme de principios del siglo XIX de casaca azul y pantalones rojos.

## Contraofensiva alemana
El príncipe Ruperto, insatisfecho con el papel defensivo que se le asignó, solicitó a sus superiores que le permitieran realizar una contraofensiva. El 20 de agosto, comenzó la ofensiva y el general Noel de Castelnau ordenó a su ejército retirarse de Morhange (batalla de Morhange). Al ver esto, el general Auguste Dubail ordenó a sus tropas abandonar Sarrebourg (batalla de Sarrebourg); los franceses perdieron 150 cañones, cayendo 20 000 prisioneros en manos alemanas. Los alemanes no se detuvieron en la frontera, sino que marcharon para tratar de tomar Nancy. El XX Cuerpo de Ejército de Ferdinand Foch logró defender con éxito Nancy, parando la ofensiva alemana. En el sur, Mulhouse fue reconquistado por los franceses, pero se volvieron a retirar cuando se abandonó el Plan XVII.
La batalla se estancó en un punto muerto hasta el 24 de agosto, cuando una pequeña ofensiva alemana se puso en marcha (batalla de la Mortagne). Los franceses habían sido alertados previamente por aviones de exploración y las ganancias alemanas se limitaron a un pequeño saliente. Al día siguiente, incluso ese saliente se perdió cuando los franceses contraatacaron. La lucha continuó hasta finales de mes, momento en el que se construyeron trincheras y se produjo un estancamiento definitivo.